# 蓬蒂达
蓬蒂达（義大利語：Pontida），是意大利贝加莫省的一个市镇。总面积10.14平方公里，人口3240人，人口密度319.5人/平方公里（2009年）。国家统计（ISTAT）代码为016171。